# Akylbek Japarov
Akylbek Usenbekovich Japarov (Balykchy, 14 de setembro de 1964) é um político quirguiz, primeiro-ministro do Quirguistão de 12 de outubro de 2021 a 16 de dezembro de 2024.
Ele substituiu Ulukbek Maripov, sendo nomeado para o novo cargo pelo presidente Sadyr Japarov em 5 de maio de 2021. Akylbek também é simultaneamente o chefe da administração presidencial sob o presidente Japarov.
Vindo de uma formação econômica e de engenharia, Japarov já havia servido em vários papéis principalmente econômicos sob os governos Akayev e Bakiyev, incluindo como Ministro da Economia e Finanças de 26 de março de 2005 a 27 de dezembro de 2007 sob Bakiyev após a Revolução das Tulipas.